# Jaan Kross
Jaan Kross (ur. 19 lutego 1920 w Tallinnie, zm. 27 grudnia 2007) – estoński poeta, powieściopisarz i autor opowiadań, wymieniany w gronie kandydatów do literackiej Nagrody Nobla.
W dzieciństwie fascynował się techniką i naukami ścisłymi, a w wieku 14 lat zadebiutował w „Magazynie Czerwonego Krzyża dla Młodzieży”.
W 1938 rozpoczął studia prawnicze w Tartu – ukończył je w 1944 i wykładał tam do 1946 roku, a następnie w r. 1998 jako profesor Artes Liberales. W 1944 w czasie niemieckiej okupacji Estonii (1941-1944) na pół roku został aresztowany przez Niemców pod zarzutem nacjonalizmu, przez co rozumiano podtrzymywanie estońskiej tożsamości narodowej. Następnie, gdy Związek Radziecki zaatakował Estonię w 1946 został aresztowany przez Rosjan i więziony przez NKWD w kolejnych więzieniach, aż wreszcie w październiku 1947 roku zesłano go na ciężkie roboty do Kraju Krasnojarskiego i łagrów w Komi. Do Estonii wrócił w 1954.
Był wybitnym tłumaczem – na estoński przełożył utwory takich twórców jak Szekspir, Jesienin, Heine, Balzac, Carroll. Debiutował w 1958 tomem poezji Uszlachetniacz węgla (Söerikastaja). Znany jest jednak głównie dzięki swym powieściom historycznym, tłumaczonym na wiele języków: m.in. na angielski, fiński, szwedzki, niemiecki, rosyjski, łotewski i na język polski. W latach 1968–1995 opublikował także sześć tomów esejów i przemówień.
Jego książki rozgrywają się w różnych epokach i wiekach, ale zawsze w ważnych momentach estońskiej historii (bohaterem jest np. lingwista i przyrodnik pastor Otto Wilhelm Masing, albo młody poeta Kristjan Jaak Peterson).
Pisarz ukazuje w nich wielowiekowy wpływ niemieckiej i rosyjskiej ekspansji na kulturę swego kraju. Bohaterami powieści Krossa są autentyczne postaci historyczne, wokół nich pisarz snuje fabułę swych utworów, częściowo opierając się na rzeczywistych wydarzeniach. Częstym zabiegiem stylistycznym stosowanym przez Krossa jest monolog wewnętrzny bohatera powieści, a także umiejętne wykorzystywanie wątków autobiograficznych.
W 1992, po odzyskaniu przez Estonię niepodległości, został posłem w parlamencie i jako najstarszy z deputowanych odczytał tekst zaprzysiężenia. Był współautorem projektu konstytucji.
Otrzymał wiele tytułów naukowych i odznaczeń państwowych, a w 1990 Amnesty International przyznała mu swoją nagrodę.
Jaan Kross był żonaty z Ellen Niit, osierocił pięcioro dzieci. Został pochowany na cmentarzu w Tallinnie.
Biografię pisarza napisał fiński badacz literatury i dyrektor Instytutu Fińskiego w Tallinnie, Juhani Salokannel – książka w języku fińskim ukazała się w 2008 r. w helsińskim wydawnictwie WSOY.

## Polskie przekłady
- Trzy bicze czarnej śmierci, czyli Opowieść o Baltazarze Russowie (Kolme katku vahel: Balthasar Russowi roman 1970)
- Immatrykulacja Michelsona (Michelsoni immatrikuleerimine 1971)
- Cztery wezwania z przyczyny świętego Jerzego (Neli monoloogi Püha Jüri asjus 1973)
- Kamienie z nieba (Taevakivi 1975)
- Cesarski szaleniec (Keisri hull 1978)